# Фёдоров, Павел Викторович
Павел Викторович Фёдоров (р. 2 июля 1976 года, Мурманск) — российский историк, северовед, социальный антрополог, некрополист. Доктор исторических наук, профессор.
Сфера научных интересов: история и историография Русского Севера, историческая антропология, историческая феноменология, историческая демография, устная история, культурная память.

## Биография
Окончил историко-филологический факультет и аспирантуру Мурманского арктического государственного университета. С 1999 года — ассистент кафедры отечественной истории, с 2001 года — старший преподаватель.
В 2001 году защитил кандидатскую диссертацию «Земства и Советы Архангельской губернии в 1917−1920 гг.» (научный руководитель д.и.н., профессор А. А. Киселёв). С 2002 — начальник научного отдела. С 2004 года — доцент.
В 2009 году защитил докторскую диссертацию «Центр и северная окраина Российского государства в XVI−XX вв.: динамика стратегических связей (на материалах Кольского Заполярья)» в Поморском государственном университете имени М. В. Ломоносова.
В этом же году переходит на должность проректора по научно-исследовательской работе Мурманского государственного гуманитарного университета (ныне Мурманский арктический государственный университет). В 2013 г. присвоено ученое звание профессора по кафедре истории.
В 2014—2018 гг. главный научный сотрудник Президентской библиотеки. В 2014—2022 гг. руководитель научной лаборатории геокультурных исследований и разработок Международного банковского института. С 2023 г. профессор кафедры истории РГАУ — МСХА им. К. А. Тимирязева.

### Участие в творческих и общественных организациях

#### Редколлегии научных изданий
- член редколлегии «Вестника Северного (Арктического) федерального университета» (серия «Гуманитарные и социальные науки»)
- член редколлегии журнала «Арктика и Север» (Северный (Арктический) федеральный университет)
- член редколлегии журнала «Историческая демография» (Коми научный центр УрО РАН)
- член редколлегии «Трудов Кольского научного центра РАН» (серия «Гуманитарные исследования»)
- главный редактор научного альманаха «Живущие на Севере» (2005—2012 гг.)

### Советы, комиссии, группы
- член совета по защите докторских диссертаций по специальности 07.00.02 «Отечественная история»[7]
- член экспертного совета по культурно-историческому наследию при Комитете по культуре и искусству Мурманской области[7]
- член комиссии по рассмотрению предложений о присвоении наименований улицам Мурманска и их переименованию[7]
- член комиссии по рассмотрению предложений о создании памятных (мемориальных) объектов и объектов городской скульптуры в городе Мурманске[7]
- член научно-консультационного совета при Арктическом выставочном центре на атомном ледоколе «Ленин»[7]
- председатель Общественного совета при Управлении ФСКН России по Мурманской области[7]
- член Совета по туризму Мурманской области[7]
- член Координационного совета Мурманской области по научно-технической и инновационной политике[7]
- дипломант Конкурса научных работ в области архивоведения, документоведения и археографии, организуемого Федеральным архивным агентством (дважды — за 2005—2006 и 2007—2008 годы)[7]
- лауреат Конкурса монографий и научных трудов, направленных на социально-экономическое и инновационное развитие Мурманской области, организуемого Правительством Мурманской области (дважды — за 2006 и 2011 годы)[7]
- руководитель экспедиции по изучению культурной памяти старожильческого населения северных районов Кольского полуострова (2012—2013 годы)[7]
- руководитель и участник научных проектов, поддержанных Российским фондом фундаментальных исследований и Правительством Мурманской области (2005—2007, 2018, 2020 годы), Российским гуманитарным научным фондом и Правительством Мурманской области (2008, 2010—2014, 2016—2017 годы).[7][8]
- руководитель проектов, поддержанных Российским гуманитарным научным фондом в рамках всероссийского конкурса проектов молодых докторов наук (2012—2013 годы)[7], а также основного конкурса (2016 год)[9]
- член жюри международного кинофестиваля «Мир знаний» в Санкт-Петербурге (октябрь 2016)[10].
- заместитель председателя Ученого совета Президентской библиотеки[11]